# Slanter
Slanter è un personaggio della trilogia di Shannara scritta da Terry Brooks. Appare nel terzo romanzo della serie di Shannara, La Canzone di Shannara.

## Storia
Slanter è uno gnomo battitore che è vissuto lontano dalla sua terra viaggiando per le Quattro Terre; egli è sulle tracce di Allanon quando si imbatte in Jair Ohmsford e lo vuole interrogare per avere notizie sul Druido; in un primo momento il giovane gli sfugge utilizzando l'illusione della sua canzone magica.
Lo gnomo insegue il giovane Ohmsford e lo cattura per consegnarlo a un drappello di Gnomi che sono intenzionati a portarlo prigioniero alle Mortombre. Però nonostante Jair sia suo prigioniero lo tratta bene e gli riduce le pene inferte dagli altri gnomi consigliandolo a mantenersi calmo.
Quando appare l'uomo misterioso chiamato Garet Jax, lo gnomo non va via nonostante non abbia apparenti vincoli nei riguardi del giovane; anzi, contrariamente alla sua aria polemica, che l'accompagnerà per tutta l'avventura, è accanto a Jair offrendogli la sua esperienza di guida verso le Terre dell'Est.
Rischia la vita per aiutarlo nello scontro con un mostro nella palude delle Querce Nere; insieme a Garet si dirige a Culhaven capitale dei Nani e storici nemici degli Gnomi. Qui, vincendo nuovamente la sua ritrosia, decide di far parte della piccola compagnia che si forma per andare alla Sorgente del Cielo e accetta di fare da guida.
Quando fugge dalla fortezza di Capaal in disfatta, è tentato di abbandonare il gruppo e ritornare alla sua terra, ma non lo fa e aiuta il resto della compagnia a ritrovare Jair nella prigione Dun Fee Aran in cui è stato portato da un Mwellret.
Segue la compagnia attraverso le Caverne della Notte e salva Jair dal Mwellret quando questo lo minaccia. È in prima fila lungo i corridoi della fortezza Graymark per condurre i compagni verso la meta.
È ancora lui a incoraggiare e trascinare Jair via per compiere la missione quando il resto dei membri della compagnia si sacrifica per il giovane Ohmsford e lui non vuole proseguire.
Gli è vicino quando il giovane assolve alla sua missione alla Sorgente del Cielo; lo incoraggia a ritrovare la sorella Brin e con lui condivide la malinconia della perdita dei valorosi amici.
Alla fine dell'impresa i due si salutano e lo gnomo ritorna verso le terre di confine.